# Petite rivière Rimouski
Pour les articles homonymes, voir Rimouski (homonymie).
La petite rivière Rimouski coule dans la région administrative du Bas-Saint-Laurent, au Québec, au Canada, en traversant les municipalités régionales de comté suivantes :
- MRC Les Basques : territoire non organisé de Lac-Boisbouscache ;
- MRC de Rimouski-Neigette : municipalités de Saint-Eugène-de-Ladrière, Saint-Valérien et Sainte-Odile-sur-Rimouski[3].

Cette rivière se déverse sur la rive ouest de la rivière Rimouski, laquelle coule vers le nord jusqu'à la rive sud du fleuve Saint-Laurent où elle se déverse au cœur de la ville de Rimouski.

## Géographie
La Petite rivière Rimouski prend sa source de ruisseaux de montagne, dans le territoire non organisé de Lac-Boisbouscache dans la MRC Les Basques, dans les monts Notre-Dame. Cette source est située dans un pli appalachien qui est la prolongation vers le nord-est de la vallée de la rivière Boisbouscache.
Cette source est située à 16,6 km au sud-est du littoral sud-est du fleuve Saint-Laurent, à 12,0 km au sud-est du centre du village Saint-Mathieu-de-Rioux et à 12,4 km au sud du centre du village de Saint-Eugène-de-Ladrière.
Le cours de la rivière qui se dirige généralement vers le nord-est change à trois reprises de pli appalachien en formant des coudes de rivières. La Petite rivière Rimouski coule en parallèle du côté nord de la rivière des Accores, la rivière Noire, rivière Blanche, petite rivière Touradi, rivière à France et rivière Boucher ; chacune des rivières coulant dans un pli appalachien.
À partir de sa source, la Petite rivière Rimouski coule sur 44,1 km, répartis selon les segments suivants :
Cours supérieur de la rivière (segment de 21,2 km)
- 2,9 km vers le nord-est dans le territoire non organisé de Lac-Boisbouscache, jusqu'à la limite de la municipalité de Saint-Eugène-de-Ladrière ;
- 9,1 km vers le nord-est dans Saint-Eugène-de-Ladrière, jusqu'à la décharge du Petit lac à la Loutre (venant du sud-est) ;
- 1,3 km vers le nord-est, jusqu'à la confluence de la rivière Plate (petite rivière Rimouski) (venant du nord-ouest) ;
- 2,8 km vers le nord-est, jusqu'à la décharge du lac des Valais (venant de l'ouest) ;
- 5,1 km vers le nord-est, en recueillant les eaux de la décharge du lac Joe (venant du nord), jusqu'à la limite de la municipalité de Saint-Valérien.

Cours inférieur de la rivière (segment de 22,9 km)
À partir de la limite intermunicipale entre Saint-Valérien et Saint-Eugène-de-Ladrière, la Petite rivière Rimouski coule sur :
- 0,8 km vers le nord-ouest, jusqu'à un coude de rivière où se déverse un ruisseau (venant de l'est) ;
- 0,4 km vers le sud, jusqu'à un coude de rivière ;
- 6,1 km vers le nord-est, jusqu'à un coude de rivière ;
- 3,6 km vers le sud-ouest, jusqu'à la confluence de la rivière des Accores ;
- 0,9 km vers le nord-est, jusqu'à un pont routier ;
- 5,4 km vers le nord-est, jusqu'à la confluence d'un ruisseau (venant du sud-ouest) ;
- 1,8 km vers le nord-est, jusqu'à la limite de la municipalité de Sainte-Odile-sur-Rimouski ;
- 3,9 km vers l'est, jusqu'à sa confluence[4].

La Petite rivière Rimouski se déverse sur la rive ouest de la rivière Rimouski. Cette confluence est située à 10,7 km au sud-est du littoral sud-est du fleuve Saint-Laurent, à 0,7 km en amont de la confluence de la rivière du Brûlé et à 1,6 km en aval de la confluence de la rivière du Bois Brûlé et à 2,7 km en amont de la confluence de rivière Rigoumabe.

## Toponymie
Le toponyme « Petite rivière Rimouski » a été officialisé le 17 avril 1998 à la Commission de toponymie du Québec.